# Odenhausen (Lahn)

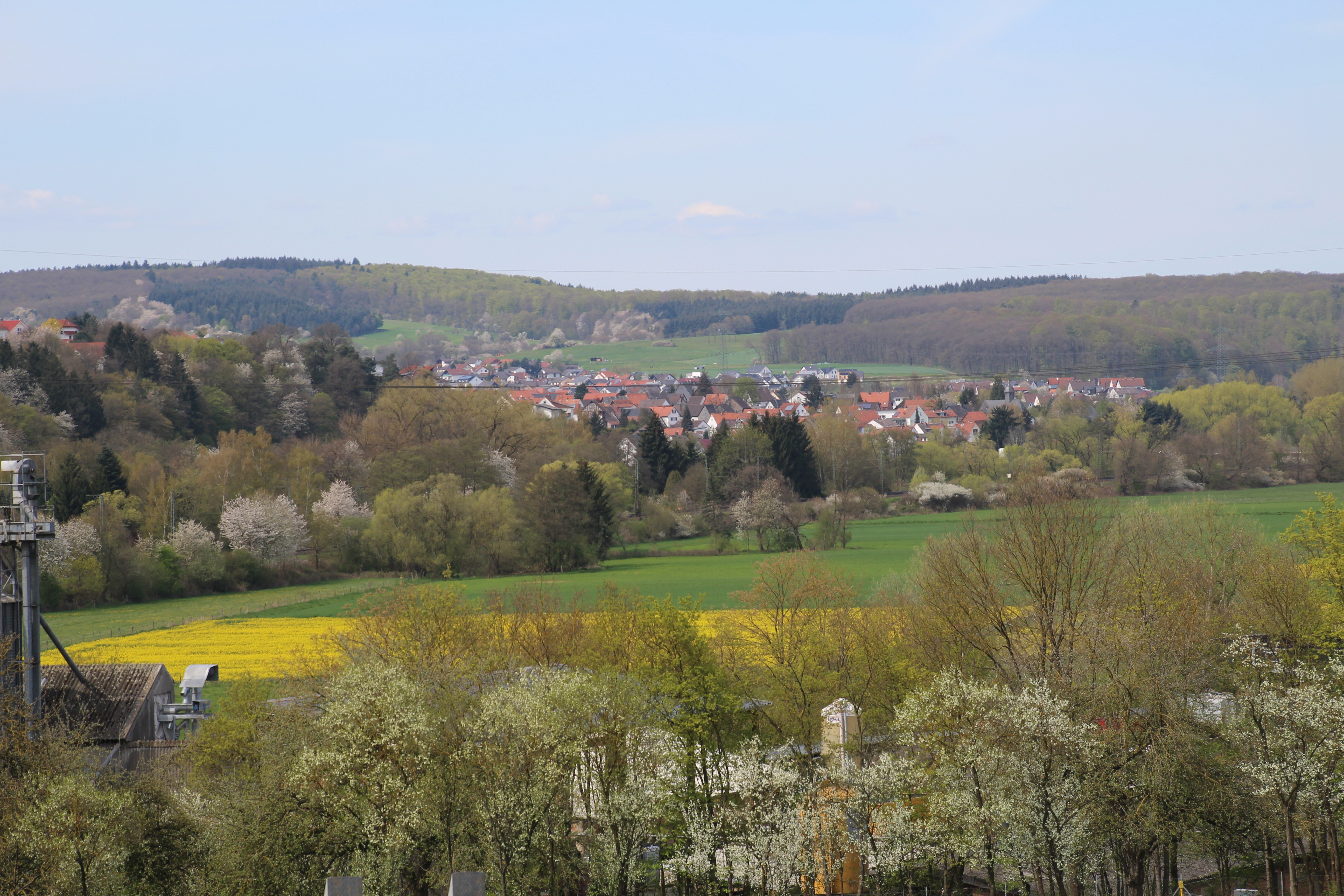
Ansicht von der anderen Lahnseite bei Kirchberg. Weit rechts im Bild die Kirche

Odenhausen (Lahn) ist ein Ortsteil der Stadt Lollar im mittelhessischen Landkreis Gießen. Zum Ort gehört der Weiler Friedelhausen, in dem das Schloss Friedelhausen liegt.

## Geografie
Odenhausen liegt an der Mündung der Salzböde in die Lahn. Es ist der südlichste Ort des Niederwalgern-Fronhäuser Lahntals, das durch die Odenhäuser Talenge nach Süden zum Gießener Becken abgegrenzt wird.

## Geschichte

### Ortsgeschichte
Odenhausen wurde 1255 erstmals schriftlich erwähnt.
1906 wurden nördlich der Kirche Fundamente des Wohnturmes einer ehemaligen Burganlage freigelegt und anschließend wieder verfüllt. Der quadratische Turm hatte eine Seitenlänge von zirka 9 m, die Mauern waren zirka 1,6 m dick. Später wurden weitere Fundamente gefunden, heute sind jedoch keine sichtbaren Mauerreste mehr vorhanden.
Die Erbauer des im 11. oder 12. Jahrhundert entstandenen Wohnturmes sind unbekannt. Frühe Besitzer der Anlage waren die Grafen von Gleiberg. Später gelangte sie in den Besitz der Merenberger. Mitte des 13. Jahrhunderts bewohnte die Mutter Wittekinds von Merenberg die Anlage. Nach ihrem Tod im Jahre 1255 erhielt durch Verpfändung Wittekinds Bruder Konrad den befestigten Hof. Konrads Sohn Hartrad schenkte 1271 eine Hälfte der Anlage der örtlichen Kirchengemeinde. Da aber Konrad von Merenberg zur Zeit der Verpfändung um 1255 seine Güter der Niederlassung des Deutschen Ordens in Marburg vermacht hatte, kam es zu Erbstreitigkeiten. 1271 blieb ein Sechstel der Anlage im Besitz der Grafschaft Isenburg, zwei Sechstel gehörten dem Deutschen Orden und der Rest der Kirche. Wann der Wohnturm aufgegeben und zerstört wurde, ist nicht bekannt.
Die die bis dahin selbständige Gemeinde Odenhausen, die dem Landkreis Wetzlar angehörte, wurde zum 31. Dezember 1971 im Zuge der Gebietsreform in Hessen auf freiwilliger Basis in die damalige Gemeinde – seit 1974 Stadt – Lollar als Stadtteil eingegliedert. Für den Stadtteil Odenhausen wurde ein Ortsbezirk gebildet.

### Verwaltungsgeschichte im Überblick
Die folgende Liste zeigt die Staaten und Verwaltungseinheiten, denen Odenhausen angehört(e):
- 1585: Heiliges Römisches Reich, Grafschaft Nassau-Weilburg, Amt Gleiberg
- vor 1806 Heiliges Römisches Reich, Fürstentum Nassau-Weilburg, Oberamt Atzbach, Amt Gleiberg
- ab 1806: Herzogtum Nassau,[Anm. 2] Amt Gleiberg
- ab 1816: Königreich Preußen,[Anm. 3] Provinz Großherzogtum Niederrhein, Regierungsbezirk Koblenz, Kreis Wetzlar[Anm. 4]
- ab 1822: Königreich Preußen, Rheinprovinz, Regierungsbezirk Koblenz, Kreis Wetzlar[Anm. 5]
- ab 1867: Norddeutscher Bund[Anm. 6] Königreich Preußen, Rheinprovinz, Regierungsbezirk Koblenz, Kreis Wetzlar
- ab 1871: Deutsches Reich, Königreich Preußen, Rheinprovinz, Regierungsbezirk Koblenz, Kreis Wetzlar
- ab 1918: Deutsches Reich (Weimarer Republik), Freistaat Preußen, Rheinprovinz, Regierungsbezirk Koblenz, Kreis Wetzlar
- ab 1932: Deutsches Reich, Freistaat Preußen, Provinz Hessen-Nassau, Regierungsbezirk Wiesbaden, Kreis Wetzlar
- ab 1944: Deutsches Reich, Freistaat Preußen, Provinz Nassau, Kreis Wetzlar
- ab 1945: Amerikanische Besatzungszone,[Anm. 7] Groß-Hessen, Regierungsbezirk Wiesbaden, Kreis Wetzlar
- ab 1949: Bundesrepublik Deutschland, Land Hessen, Regierungsbezirk Wiesbaden, Kreis Wetzlar
- ab 1968: Bundesrepublik Deutschland, Land Hessen, Regierungsbezirk Darmstadt, Kreis Wetzlar
- ab 1972: Bundesrepublik Deutschland, Land Hessen, Regierungsbezirk Darmstadt, Landkreis Gießen, Stadt Lollar[Anm. 8]
- ab 1977: Bundesrepublik Deutschland, Land Hessen, Regierungsbezirk Darmstadt, Lahn-Dill-Kreis, Stadt Lollar
- ab 1979: Bundesrepublik Deutschland, Land Hessen, Regierungsbezirk Darmstadt, Landkreis Gießen, Stadt Lollar
- ab 1981: Bundesrepublik Deutschland, Land Hessen, Regierungsbezirk Gießen, Landkreis Gießen, Stadt Lollar

## Bevölkerung

### Einwohnerstruktur 2011
Nach den Erhebungen des Zensus 2011 lebten am Stichtag dem 9. Mai 2011 in Odenhausen 1467 Einwohner. Darunter waren 54 (3,7 %) Ausländer. Nach dem Lebensalter waren 237 Einwohner unter 18 Jahren, 657 zwischen 18 und 49, 312 zwischen 50 und 64 und 261 Einwohner waren älter. Die Einwohner lebten in 694 Haushalten. Davon waren 150 Singlehaushalte, 177 Paare ohne Kinder und 198 Paare mit Kindern, sowie 54 Alleinerziehende und 12 Wohngemeinschaften. In 117 Haushalten lebten ausschließlich Senioren und in 414 Haushaltungen lebten keine Senioren.

### Einwohnerentwicklung
| • 1834: | 54 Häuser |

| Odenhausen: Einwohnerzahlen von 1834 bis 2022 | Odenhausen: Einwohnerzahlen von 1834 bis 2022 | Odenhausen: Einwohnerzahlen von 1834 bis 2022 | Odenhausen: Einwohnerzahlen von 1834 bis 2022 | Odenhausen: Einwohnerzahlen von 1834 bis 2022 |
| --- | --------------------------------------------- | --------------------------------------------- | --------------------------------------------- | --------------------------------------------- |
| Jahr |                                               |                                               |                                               | Einwohner                                     |
| 1834 | 1834                                          |                                               | 263                                           | 263                                           |
| 1840 | 1840                                          |                                               | 279                                           | 279                                           |
| 1846 | 1846                                          |                                               | 310                                           | 310                                           |
| 1852 | 1852                                          |                                               | 321                                           | 321                                           |
| 1858 | 1858                                          |                                               | 346                                           | 346                                           |
| 1864 | 1864                                          |                                               | 358                                           | 358                                           |
| 1871 | 1871                                          |                                               | 349                                           | 349                                           |
| 1875 | 1875                                          |                                               | 340                                           | 340                                           |
| 1885 | 1885                                          |                                               | 390                                           | 390                                           |
| 1895 | 1895                                          |                                               | 418                                           | 418                                           |
| 1905 | 1905                                          |                                               | 419                                           | 419                                           |
| 1910 | 1910                                          |                                               | 456                                           | 456                                           |
| 1925 | 1925                                          |                                               | 492                                           | 492                                           |
| 1939 | 1939                                          |                                               | 565                                           | 565                                           |
| 1946 | 1946                                          |                                               | 765                                           | 765                                           |
| 1950 | 1950                                          |                                               | 809                                           | 809                                           |
| 1956 | 1956                                          |                                               | 915                                           | 915                                           |
| 1961 | 1961                                          |                                               | 959                                           | 959                                           |
| 1967 | 1967                                          |                                               | 1.134                                         | 1.134                                         |
| 1970 | 1970                                          |                                               | 1.217                                         | 1.217                                         |
| 1980 | 1980                                          |                                               | ?                                             | ?                                             |
| 1990 | 1990                                          |                                               | ?                                             | ?                                             |
| 2000 | 2000                                          |                                               | ?                                             | ?                                             |
| 2011 | 2011                                          |                                               | 1.467                                         | 1.467                                         |
| 2022 | 2022                                          |                                               | 1.467                                         | 1.467                                         |
| Datenquelle: Historisches Gemeindeverzeichnis für Hessen: Die Bevölkerung der Gemeinden 1834 bis 1967. Wiesbaden: Hessisches Statistisches Landesamt, 1968. Weitere Quellen: LAGIS; Zensus 2011; Stadt Lollar |                                               |                                               |                                               |                                               |

### Historische Religionszugehörigkeit
| • 1834: | 263 evangelische Einwohner                                          |
| • 1961: | 687 evangelische (= 71,64 %), 252 katholische (= 26,28 %) Einwohner |

## Politik
Für Odenhausen besteht ein Ortsbezirk (Gebiete der ehemaligen Gemeinde Odenhausen) mit Ortsbeirat und Ortsvorsteher nach der Hessischen Gemeindeordnung.
Der Ortsbeirat Odenhausen besteht aus fünf Mitgliedern. Bei den Kommunalwahlen in Hessen 2021 betrug die Wahlbeteiligung zum Ortsbeirat 51,77 %. Dabei wurden gewählt: je zwei Mitglieder der CDU und der SPD und ein Mitglied des Bündnis 90/Die Grünen. Der Ortsbeirat wählte Sabine Becker (SPD) zur Ortsvorsteherin.

## Sehenswürdigkeiten

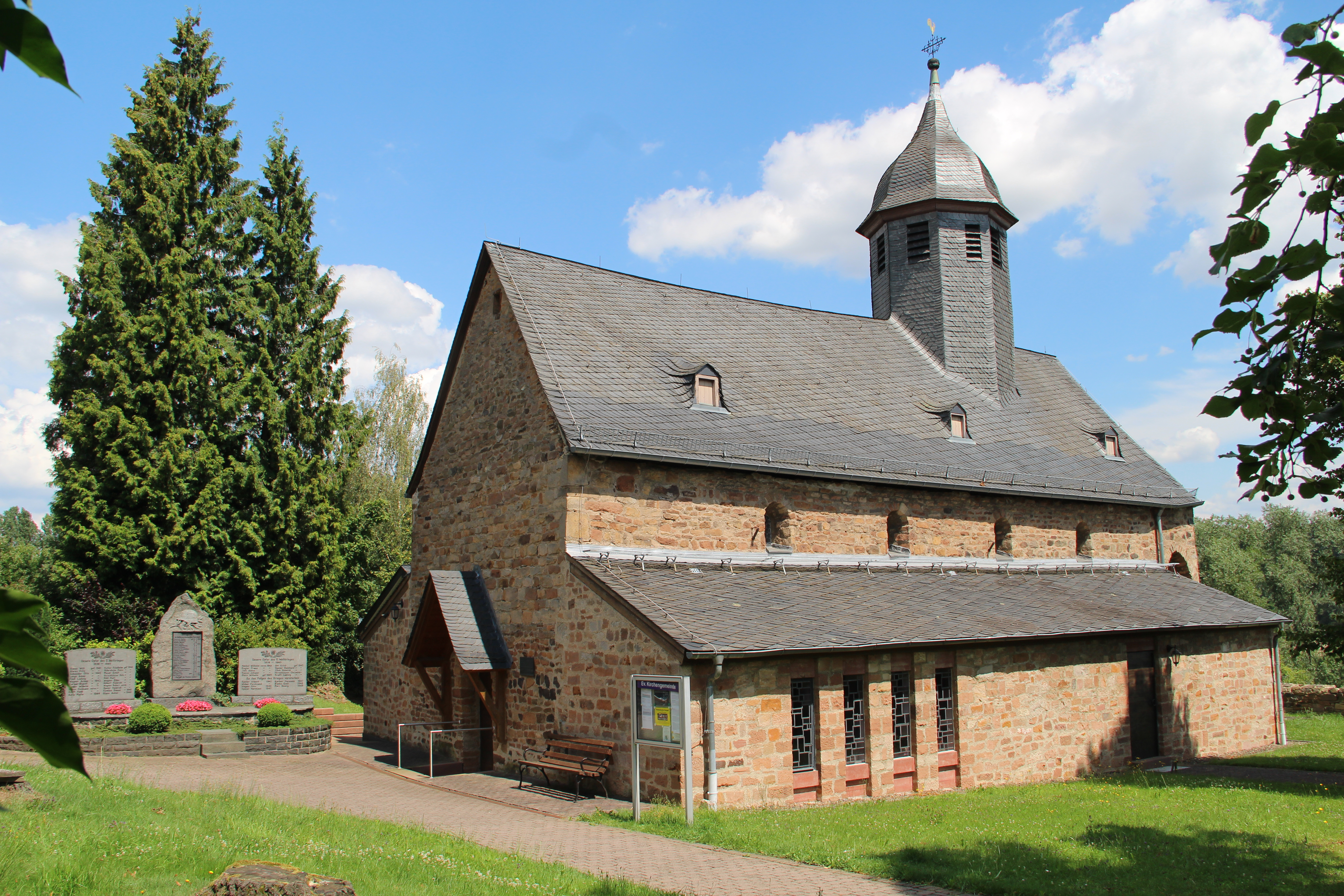
Kirche

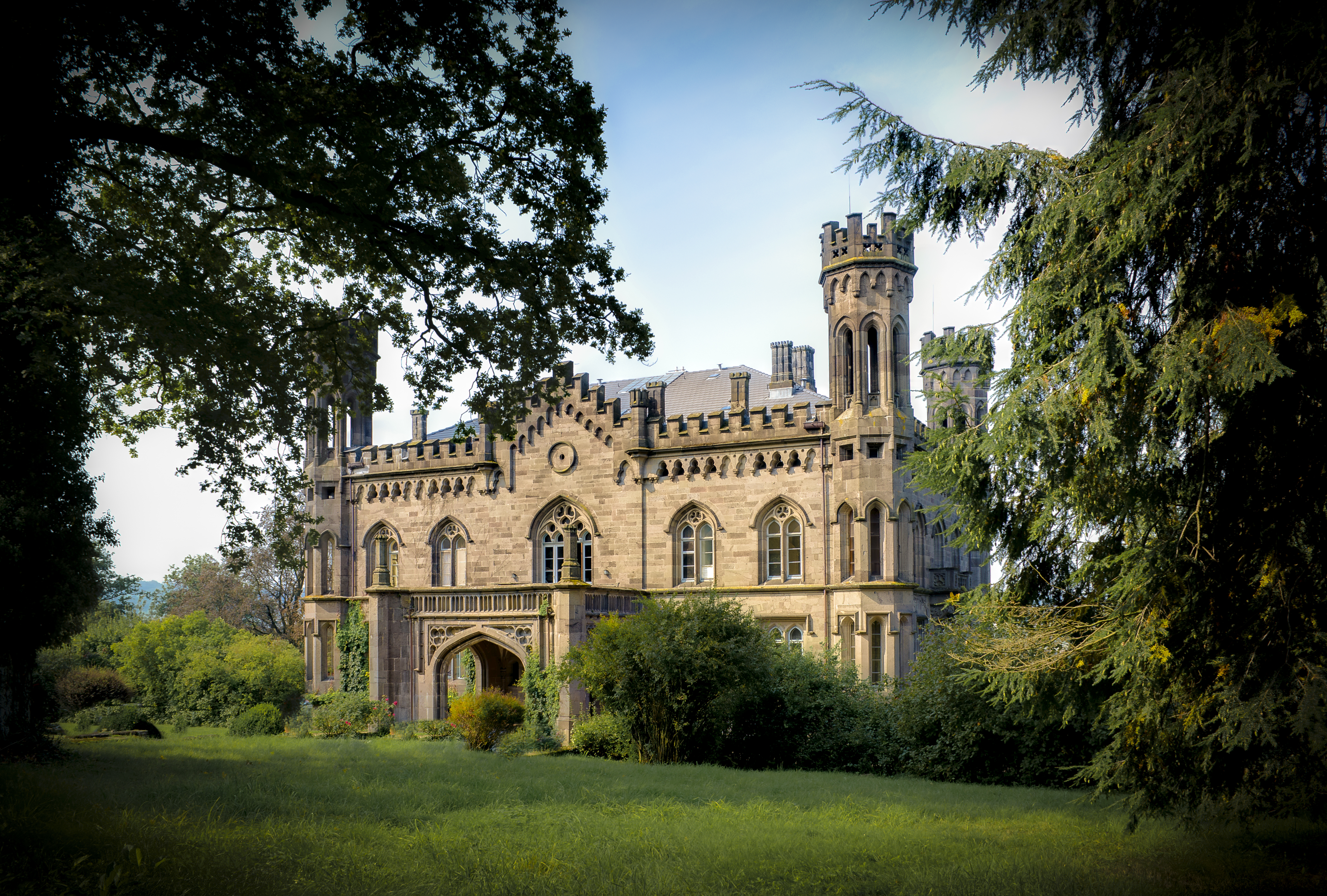
Das Schloss Friedelhausen (Neues Schloss)

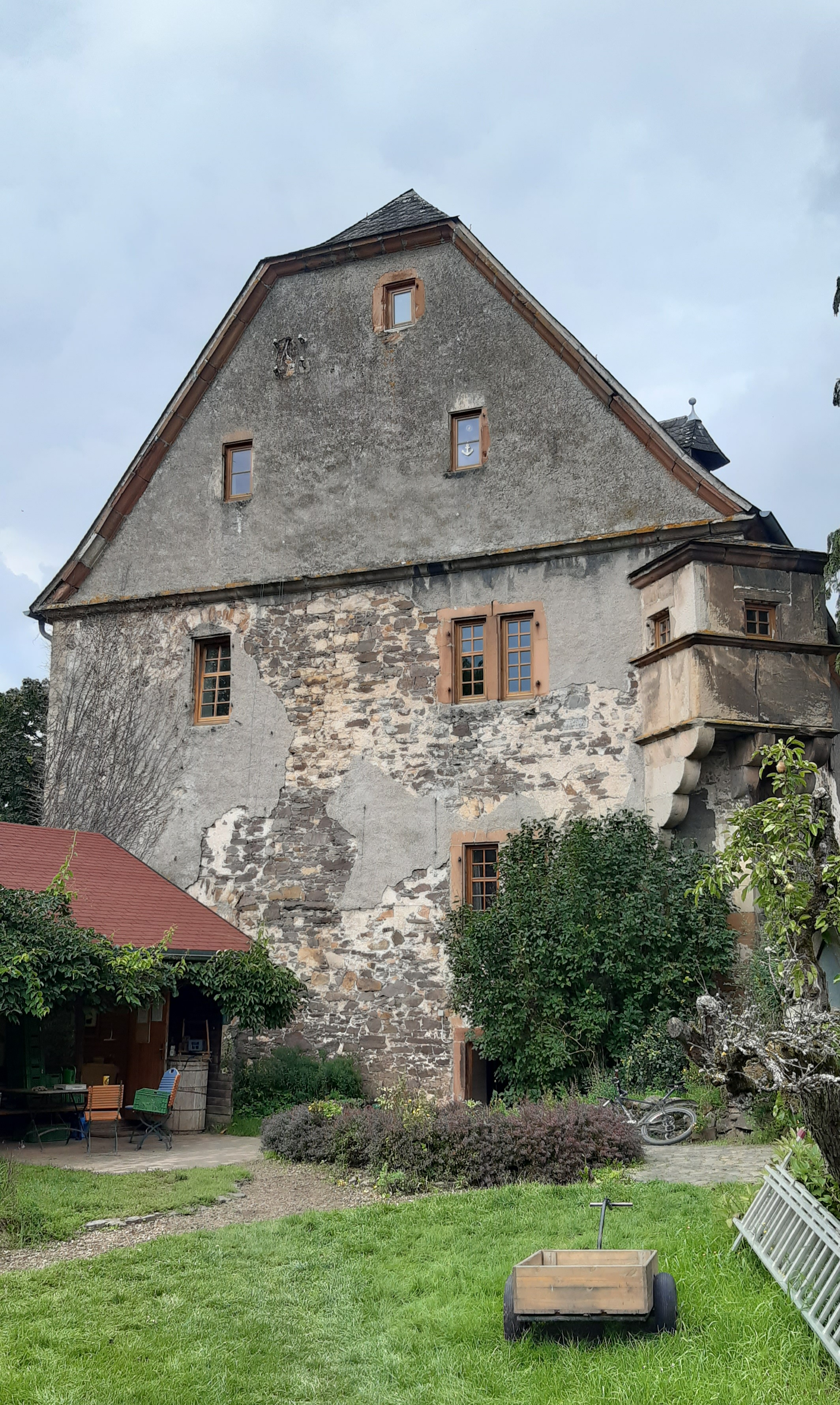
Das Herrenhaus (Altes Schloss) des Hofgutes Friedelhausen

Sehenswert ist die Evangelische Kirche Odenhausen, ein romanisches Bauwerk aus dem 11. Jahrhundert.

## Verkehr
Der Bahnhaltepunkt Friedelhausen, benannt nach dem gleichnamigen Schloss auf der gegenüber liegenden Lahnseite, der Main-Weser-Bahn befindet sich im fußläufigen Bereich am Ortsrand und wird in Richtung Marburg/Kassel bzw. Gießen/Frankfurt jeweils an Wochentagen halbstündlich und am Wochenende stündlich bedient. Es besteht eine Busverbindung nach Salzböden bzw. Lollar (Linie 51).
Durch den Ort führt die Landesstraße 3093.
Bei Odenhausen wechselt der Lahntalradweg, der hier identisch mit der Etappe Gießen – Marburg des Radweg Deutsche Einheit ist über zwei historische Brücken von 1887/88 bzw. 1895 die Lahn. In Odenhausen hat der Salzböderadweg Anbindung an den Lahntalradweg (→ Radwegenetz Hessen).

## Persönlichkeiten
- Heinrich Bastian (1875–1967), Heimatdichter
- Wilhelm Henkel (1909–1947), SS-Hauptsturmführer und leitender KZ-Zahnarzt im Konzentrationslager Mauthausen